# Rochester (Iowa)
Rochester es un lugar designado por el censo ubicado en el condado de Cedar en el estado estadounidense de Iowa. En el Censo de 2010 tenía una población de 133 habitantes y una densidad poblacional de 52,61 personas por km².

## Geografía
Rochester se encuentra ubicado en las coordenadas 41°40′27″N 91°8′40″O / 41.67417, -91.14444. Según la Oficina del Censo de los Estados Unidos, Rochester tiene una superficie total de 2.53 km², de la cual 2.47 km² corresponden a tierra firme y (2.46%) 0.06 km² es agua.

## Demografía
Según el censo de 2010, había 133 personas residiendo en Rochester. La densidad de población era de 52,61 hab./km². De los 133 habitantes, Rochester estaba compuesto por el 99.25% blancos, el 0% eran afroamericanos, el 0% eran amerindios, el 0% eran asiáticos, el 0% eran isleños del Pacífico, el 0% eran de otras razas y el 0.75% pertenecían a dos o más razas. Del total de la población el 0.75% eran hispanos o latinos de cualquier raza.